# New York Community Bank

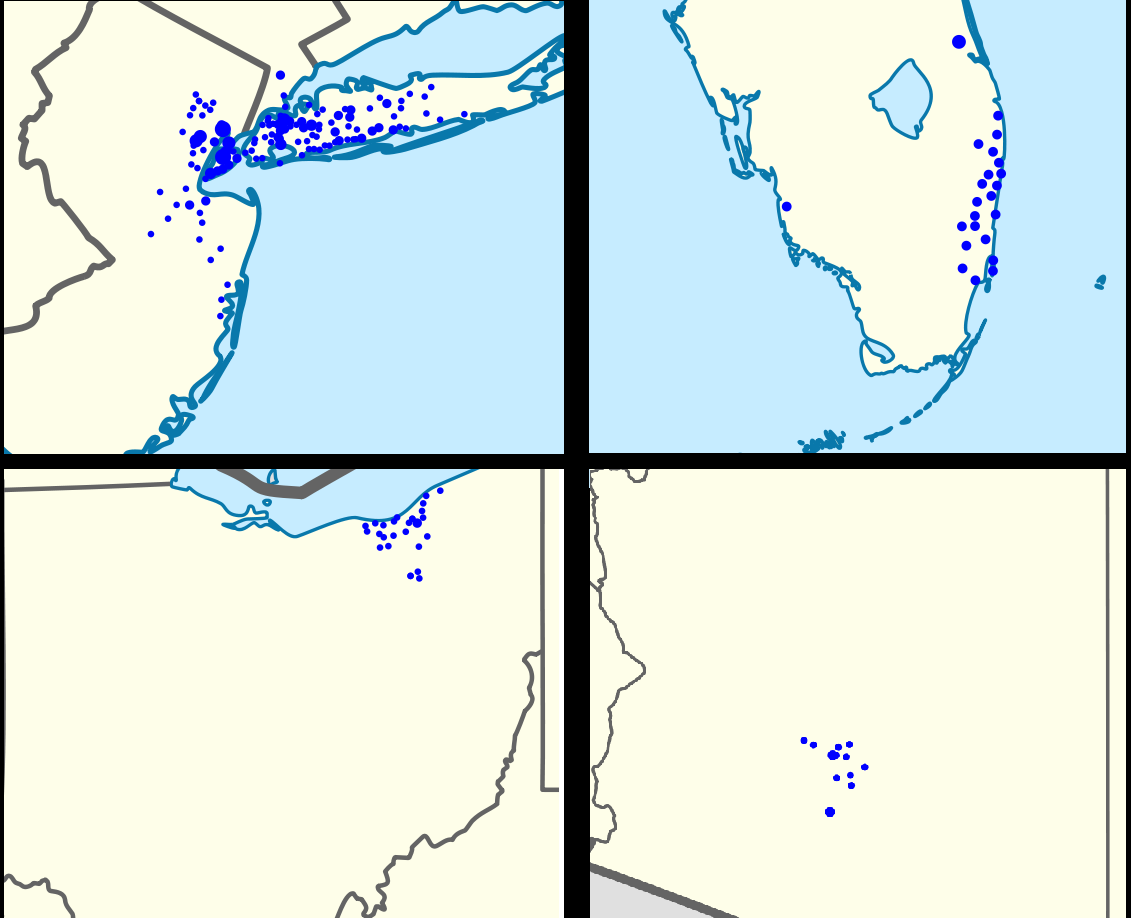
Carte des implantations locales de New York Community Bank en 2010.

New York Community Bank est une banque implantée dans la périphérie de l'agglomération de New York.

## Histoire
En décembre 2009, New York Community Bank a absorbé la banque AmTrust, avec l'aide de la FDIC, Amtrust ayant fait faillite.
En octobre 2015, New York Community Bank acquiert pour 2 milliards de dollars Astoria Financial, une autre banque new-yorkaise qui possède 87 agences, créant un nouvel ensemble de 241 agences dans l'agglomération de New York et de 350 agences en tout.
En avril 2021, New York Community Bank, qui a ce moment là 236 agences, annonce l'acquisition Flagstar Bancorp, banque basée à Troy ayant 158 agences notamment dans le Michigan et l'Indiana, en plus d'agences spécialisées dans le crédit, pour 2,6 milliards de dollars, en échange d'actions.
Le 20 mars 2023, Flagstar Bank, une filiale de New York Community Bank, annonce l'acquisition de l'ensemble des 40 agences de Signature Bank, de la quasi-totalité de ses dépôts, sauf 4 milliards de dépôts en cryptomonnaie, mais elle ne reprend pas 60 milliards de prêts détenus par Signature Bank, qui resteront gérés par la Federal Deposit Insurance Corporation,.